# Bristol, Quận Kenosha, Wisconsin
Bristol là một thị trấn thuộc quận Kenosha, tiểu bang Wisconsin, Hoa Kỳ. Năm 2010, dân số của thị trấn này là 2.230 người.